# Lancelot de Navarra
Lancelot de Navarra (15 de abril de 1386-Olite, 8 de enero de 1420), también llamado Lanzarot, fue un hijo bastardo del rey Carlos III de Navarra que se convirtió en vicario general y administrador apostólico de la Diócesis de Pamplona y el titular patriarca latino de Alejandría.

## Familia y educación
Lancelot nació el 15 de abril de 1386, hijo del rey Carlos III de Navarra y su amante, María Miguel de Esparza. Lancelot vivió en la corte real con su madre y las otras amantes e hijos ilegítimos de su padre, junto con sus sirvientes, después de que Carlos III se convirtiera en rey en 1387. La esposa del rey Carlos, la reina Leonor, partió en protesta con sus hijas, las princesas Juana, María, Blanca y Beatriz. Según la historiadora Elena Woodacre, la reina probablemente sintió que Lancelot era una amenaza para los derechos de sus medias hermanas legítimas, aunque los Fueros prohibían la sucesión a los hijos ilegítimos. La brecha entre el rey y la reina se reparó después de que su hija mayor, Juana, prestó juramento formal como heredera presunta y Carlos prometió tratar bien a Leonor.
Carlos confió a Lancelot al cuidado del tesorero real, García López de Lizásoain. En 1390, la madre de Lanzarote se retiró a un convento. La educación religiosa de Lanzarote estuvo a cargo del abad de Zubiurrutia, García de Ballariáin. En 1394 Lancelot hizo su primera aparición pública, colocando un florín de oro bajo la primera piedra de la recién construida gótica Catedral de Pamplona. En 1397, comenzó a aprender latín en una escuela primaria de Pamplona junto a su hermano Godofredo y el 24 de enero de 1403 partió para asistir a la Universidad de Toulouse, donde Carlos le proporcionó generosamente literatura.

## Carrera
El rey estaba decidido a nombrar a Lancelot obispo de Pamplona, manifestando este deseo a la reina y a su heredero en su primer testamento del 11 de junio de 1403. En noviembre, Carlos hizo que dos arcedianos nominaran a Lancelot para convertirse en obispo, pero el papa con sede en Aviñón, Benedicto XIII, declinó la solicitud y en 1404 sólo nombró a Lancelot notario apostólico, archidiácono de Calahorra y sacristán de Vich. Calahorra estaba en el Reino de Castilla, sin embargo, y los castellanos no fueron persuadidos a aceptarlo hasta 1407.
Benedicto se negó a nombrar obispo a Lancelot incluso después de que la sede de Pamplona quedó vacante en 1406, y las embajadas de Carlos en Aviñón, encabezadas por el propio Lancelot, no tuvieron éxito. Benedicto sólo cedió cuando empezó a perder terreno en el Cisma de Occidente frente a su rival con sede en Roma, Gregorio XII. Benedicto se dio cuenta de que necesitaba el apoyo navarro y dio la administración de la sede a Lancelot en 1408, pero prohibió la consagración episcopal de Lancelot. Lancelot gobernó en adelante la sede como vicario general y administrador apostólico. En 1418 Lanzarote recibió la sede titular de Alejandría.
Durante la administración de Lancelot, la sala capitular se convirtió en un verdadero palacio episcopal junto a la catedral. Fue testigo de importantes acontecimientos reales como la proclamación del segundo testamento de su padre en 1412 y la coronación del rey Fernando I de Aragón en 1414. Al año siguiente, Lanzarote marchó, junto con su hermano Godefroy, al vizcondado de Bearn para apoyar al conde Juan I de Foix en la Guerra de los Cien Años. En 1418 Lanzarote amplió el Castillo de Aratzuri con la ayuda de su padre.

## Muerte
Lancelot llevó una vida irregular para un clérigo, dejando dos hijos ilegítimos, Margarita y Juan, además de enormes deudas. Murió en Olite el 8 de enero de 1420 y fue enterrado en la Catedral de Pamplona.